# 마르부르크

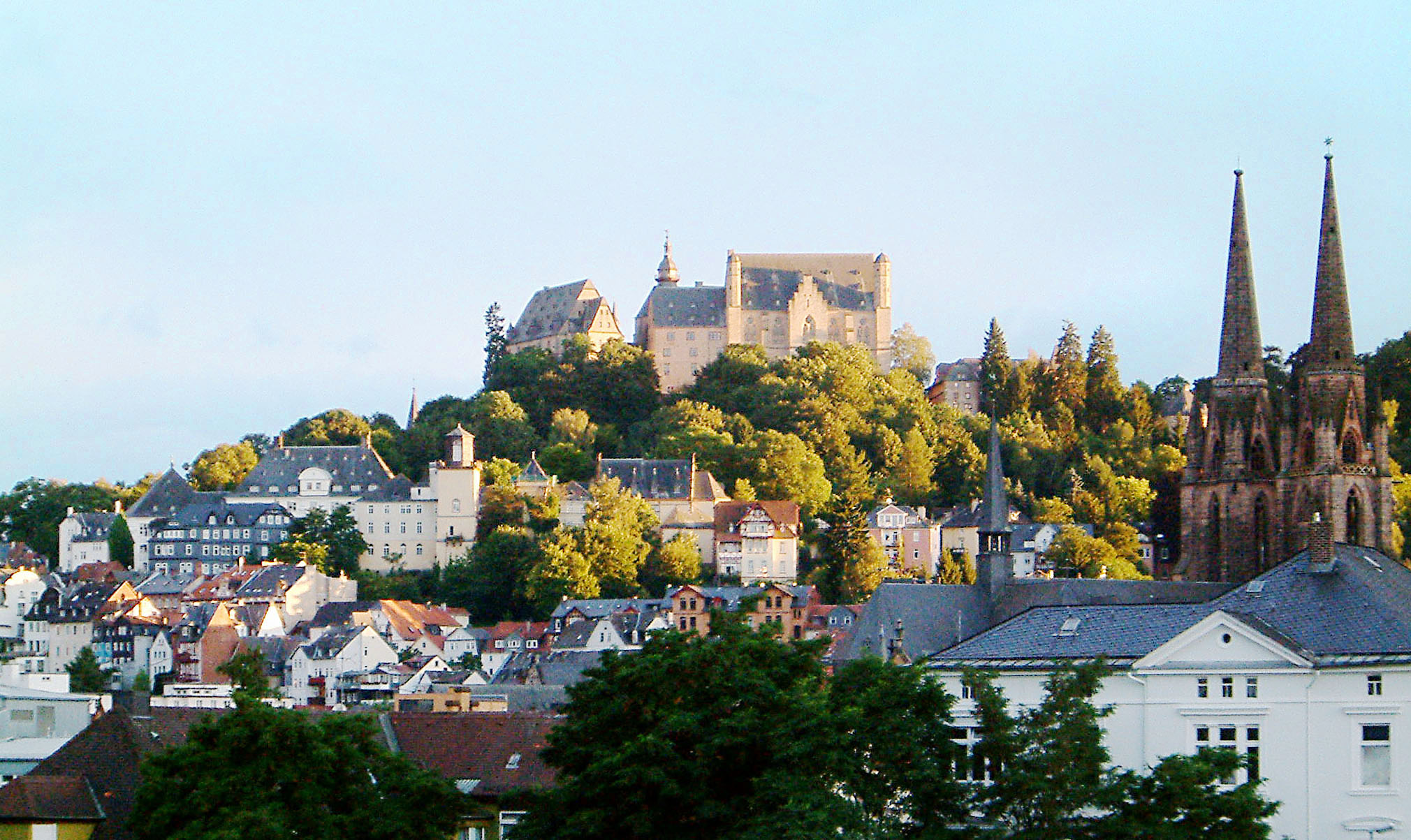
마르부르크

마르부르크(혹은 마부르크, 독일어: Marburg)는 독일 중부 헤센주에 있는 도시이다. 인구 79,139(2005).
라인강의 지류 란강에 면하고 있어 마르부르크안데어란(독일어: Marburg an der Lahn)이라고도 한다. 중세 시대부터 란강 연안의 교역 중심지로 발전하였다. 13세기에 성벽이 구축되었고, 헝가리의 공주 엘리자베스(1207.7.7 ~ 1231.11.17)가 이 곳에서 자선 사업을 하며 업적을 남겨 성녀로 시성되었다. 13세기 ~ 14세기에 엘리자베스에게 봉헌된 고딕 양식의 엘리자베스 성당이 건립되었다. 그러나 이 도시는 초기 종교 개혁의 한 중심지로, 개신교 도시가 되었다. 1527년 최초의 개신교 대학인 마르부르크 대학교(Philipps-Universität Marburg)가 개교하였고, 1529년 마르틴 루터·울리히 츠빙글리·필리프 멜란히톤 사이에 회담이 열렸다. 현재는 구시가지에 엘리자베스 성당을 비롯한 옛건물이 많이 남아 있어 관광의 중심지가 되어 있으며, 대학도시이기도 하다. 도시의 상징 엘리자베스 성당에는 성녀 엘리자베스의 유해가 있었으나, 종교 개혁 후 제거되었다. 제2차 세계대전 후 바이마르 공화국의 대통령이었던 파울 폰 힌덴부르크의 유해가 동프로이센에서 옮겨져 엘리자베스 성당에 안치되었다.

## 기후
| Marburg의 기후                                                       | Marburg의 기후 | Marburg의 기후 | Marburg의 기후 | Marburg의 기후 | Marburg의 기후 | Marburg의 기후 | Marburg의 기후 | Marburg의 기후 | Marburg의 기후 | Marburg의 기후 | Marburg의 기후 | Marburg의 기후 | Marburg의 기후 |
| 월                                                                   | 1월            | 2월            | 3월            | 4월            | 5월            | 6월            | 7월            | 8월            | 9월            | 10월           | 11월           | 12월           | 연간           |
| -------------------------------------------------------------------- | -------------- | -------------- | -------------- | -------------- | -------------- | -------------- | -------------- | -------------- | -------------- | -------------- | -------------- | -------------- | -------------- |
| 일평균 최고 기온 °C (°F)                                             | 2.3 (36.1)     | 4 (39)         | 8.7 (47.7)     | 13.6 (56.5)    | 18.2 (64.8)    | 21.4 (70.5)    | 23 (73)        | 22.5 (72.5)    | 19.2 (66.6)    | 13.3 (55.9)    | 7.1 (44.8)     | 3.6 (38.5)     | 13.1 (55.5)    |
| 일일 평균 기온 °C (°F)                                               | −0.1 (31.8)    | 1.2 (34.2)     | 4.6 (40.3)     | 8.8 (47.8)     | 12.9 (55.2)    | 16.1 (61.0)    | 17.8 (64.0)    | 17.4 (63.3)    | 14.3 (57.7)    | 9.5 (49.1)     | 4.6 (40.3)     | 1.4 (34.5)     | 9.0 (48.3)     |
| 일평균 최저 기온 °C (°F)                                             | −2.4 (27.7)    | −1.5 (29.3)    | 0.6 (33.1)     | 4 (39)         | 7.7 (45.9)     | 10.9 (51.6)    | 12.6 (54.7)    | 12.3 (54.1)    | 9.5 (49.1)     | 5.8 (42.4)     | 2.1 (35.8)     | −0.7 (30.7)    | 5.1 (41.1)     |
| 평균 강우량 mm (인치)                                                | 57 (2.2)       | 45 (1.8)       | 58 (2.3)       | 50 (2.0)       | 70 (2.8)       | 71 (2.8)       | 68 (2.7)       | 61 (2.4)       | 60 (2.4)       | 61 (2.4)       | 57 (2.2)       | 66 (2.6)       | 724 (28.5)     |
| 출처: Climate Marburg (Hesse) (in german), accessed 19 December 2017 |                |                |                |                |                |                |                |                |                |                |                |                |                |

## 자매도시
- 프랑스 푸아티에
- 슬로베니아 마리보르(옛 명칭이 마르부르크였음)
- 튀니지 스팍스
- 독일 아이제나흐
- 영국 노샘프턴
- 루마니아 시비우